# Drăgușeni (okręg Satu Mare)
Drăgușeni – wieś w Rumunii, w okręgu Satu Mare, w gminie Turulung. W 2011 roku liczyła 970 mieszkańców.